# Visoki Rokav
Visoki Rokav är ett berg i Martuljek-gruppen i Juliska alperna i nordvästra Slovenien. Med sina 2 646 meter är det ett av de högre bergen bergskedjan.
Massivet är en plattform av revkalksten från Trias, full av fossilerade koraller, svampdjur, sjöliljor, m.fl. andra marina organismer . Berggrunden är lättvittrad, vilket gör det vanskligt att bestiga toppen. Massivet är, dessutom, i praktiken helt stiglöst. Från lämpligaste utgångspunkten i Dolina Vrata (Vrata-dalen) är det 1850 höjdmeter till toppen.

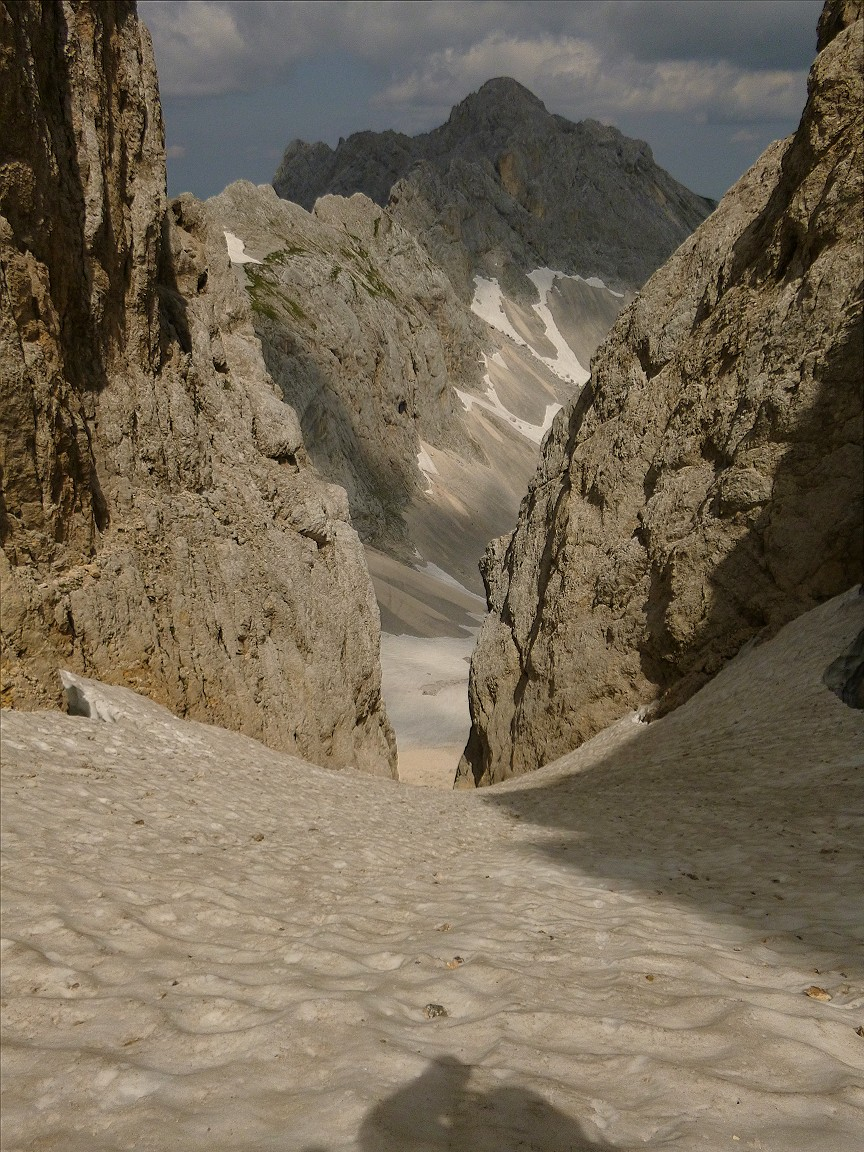
Snöfält under Visoki Rokav (i centrum av kortet).
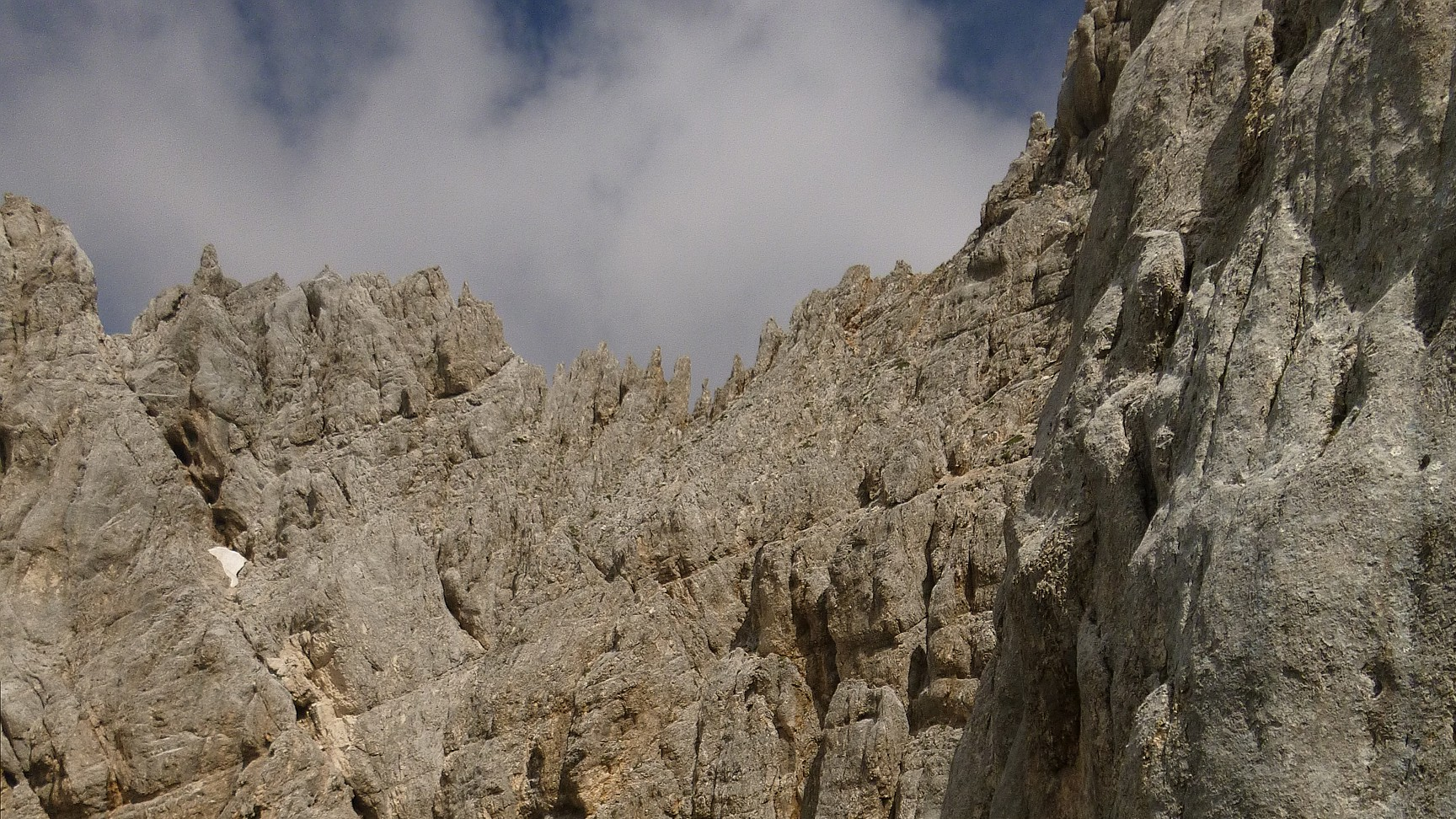
Den vilda och söndervittrade kammen av Visoki Rokav.
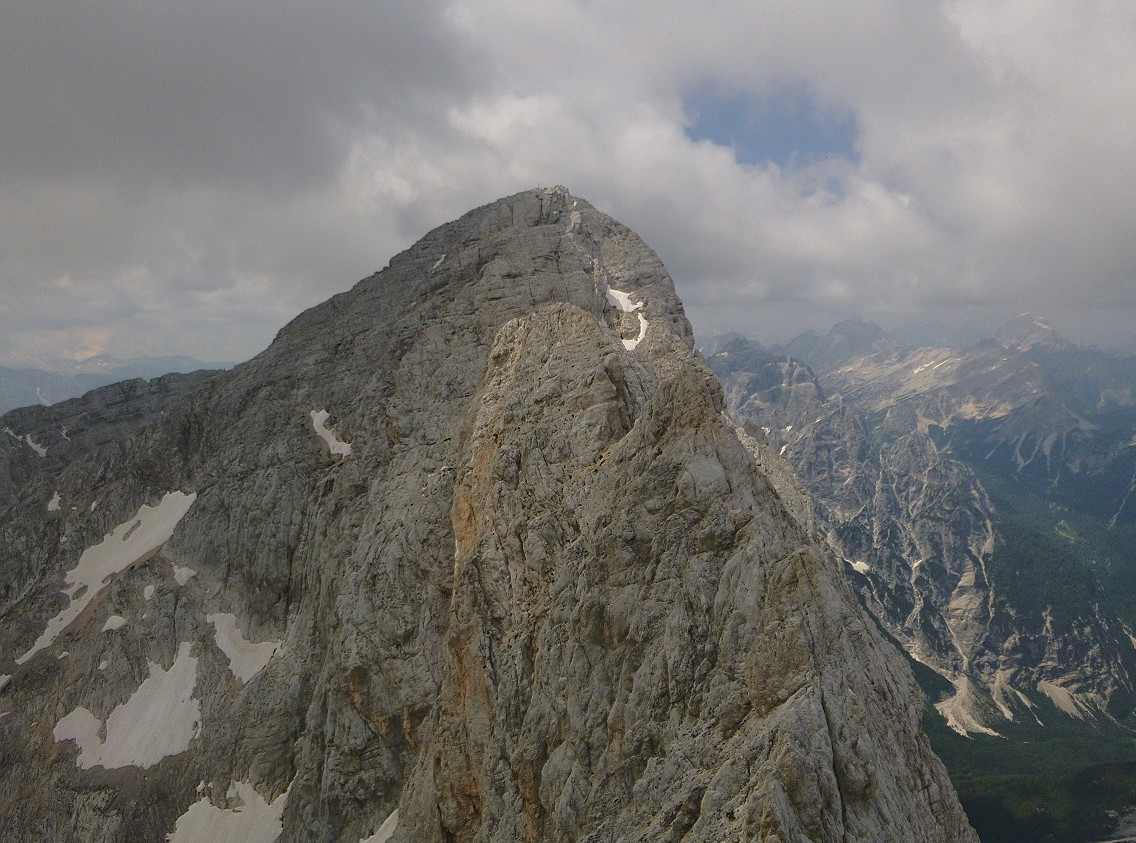
Toppen av Visoki Rokav.
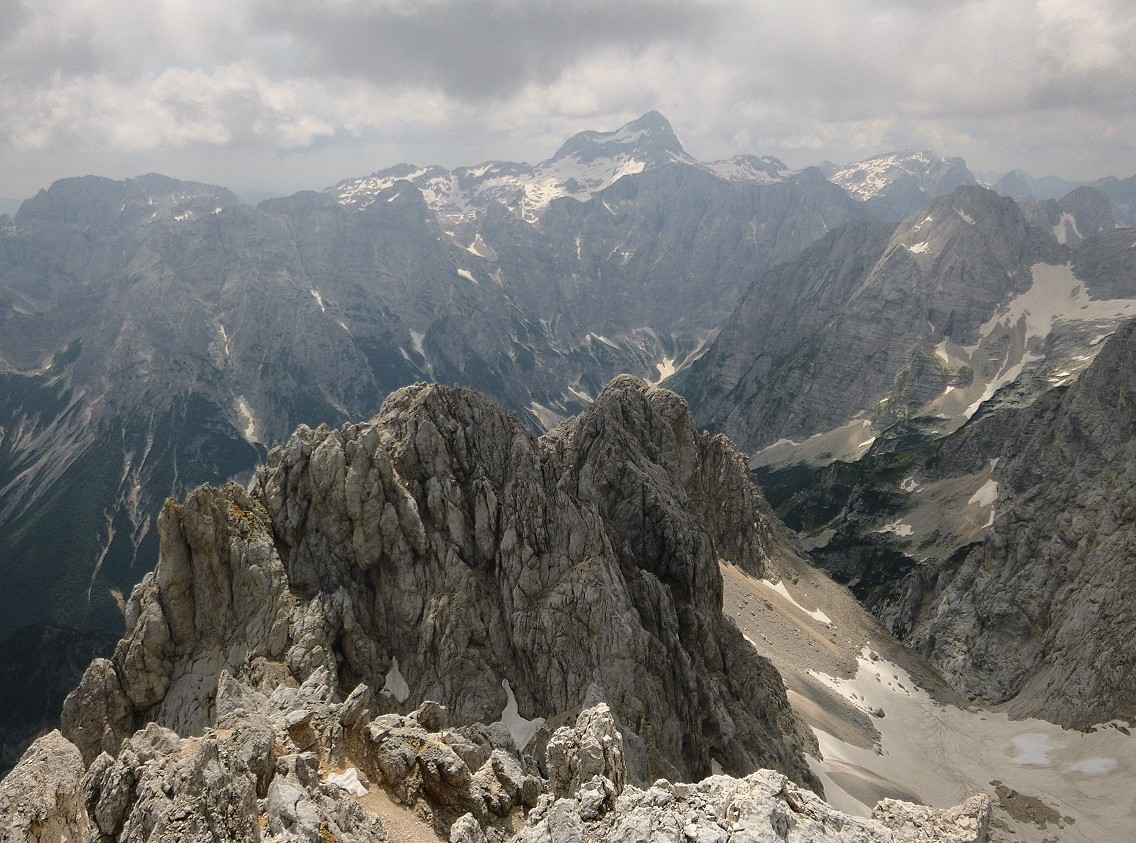
Utsikt mot sydväst från Visoki Rokav.